# 科学教 (阿西莫夫)
科学教（英语：Scientism 或 Church of Science），是艾萨克·阿西莫夫科幻小说《基地系列》中一个虚构的宗教。科学教第一次出现在《基地》第三篇市长中，最后一次出现于第五篇商业王侯，它是《基地》的核心概念之一。英文原文中并没有提及该宗教的正式名称，中文译本中仅以“宗教与鬼话的混合体”“伪宗教”“科学性宗教”等字眼带过。

## 形成
在基地系列第一部小说《基地》中，一群被流放的科学家在银河帝国边陲的端点星建立了百科全书基地，以执行谢顿计划。
基地纪元79年，由于帝国式微，与端点星相邻的四郡县纷纷反叛独立，其中最强大的安纳克瑞昂王国对基地所拥有的科学知识与核技术虎视眈眈，并切断了端点星与帝国的联系。基地市长塞佛·哈定遂出访其他三个王国进行外交斡旋，鼓吹如果这三个王国放任安纳克瑞昂侵占端点星，将会使之形成独霸局面，未来势必会威胁到这三个国家的自身存亡。此后，这三个王国迫使安纳克瑞昂撤军。
塞佛·哈定接着向四个王国提供科学与医疗援助，以求降低四国联合侵犯端点星的可能性。然而四王国由于科学技术水平远远落后于基地，其人民将基地提供的技术援助视为魔法。端点星外派的科技援助人员无法劝说当地民将科学区别于魔法，遂将计就计，逐渐将自己伪装为魔法师或圣人，接受当地人民的膜拜。而塞佛·哈定也接受了这个事实，于是将科技援助计划伪装成一个有组织的宗教团体，将科学语言转换为宗教教义，并建立了一套宗教礼仪体系，派驻各地的科技援助人员摇身变为了神职人员。

## 组织
小说中的科学教组织有着一套严格的专制等级制度，各地普通科技援助人员变成了“教士”，而基地派驻各王国的大使则变成了“主教”，四王国国王被尊为仅次于“银河圣灵”的“大主教”，而塞佛·哈定自封为“首席大主教”。由基地培植起来的教士阶级把持着四个王国所有的科学技术力量，包括医疗体系、能源体系和军事设备，比如说纳克瑞昂王国星际海军基地就是不容侵犯的宗教圣殿。四个王国每一艘星际军舰都有一名技术教士，除了充当随军牧师，还是军舰的全权技术负责人。
除了派驻各王国的技术教士，基地还在当地发展培养“见习教士”。优秀的见习教士会被派送到基地的“教会学校”，由基地科学家传授科学技术的使用方法。当然，这种教学并不会传授根本的科学原理，而是伪装起来的教条神学。少数看破表面神秘现象而质问科学本质的见习教士则被要求留在端点星，进行学术研究；其他的在学习期满后被送回原籍，担任正式教士。
该宗教中存在一个专门宗教裁判所，这意味着教士阶级不受四王国世俗法律体系的制约。这个宗教裁判所也拥有权力审判世俗阶级违反教义的行为。在市长这一篇中，纳克瑞昂王国星际海军“温尼斯号”星际巡洋舰首席随军教士就以“亵渎银河圣灵”之名要求宗教裁判所审判该舰舰长、海军总司令、国王堂兄雷夫金王子，并发动兵变夺取该舰的指挥权，率先解除武装。
科学教组织也拥有一个传教团体，致力于扩张基地的政治控制力。在《基地》第四篇行商中，基地的行商却通过经济手段控制了阿斯康大公国，科学教的传播政策逐渐被放弃。第五篇商业王侯中行商长侯伯·马洛则说：“尽管基地利用科学宗教成功控制了周边的四王国，但在更外围的恒星世界却吃不開”。

## 教义
市长一篇中人物路易斯·玻特将科学教描述为：

就伦理学而言并没有什么问题，和旧帝国时代的各种哲学流派没有太大不同，不外是高度的道德标准那一套。由那个角度来看，没有什么值得批评。

科学教并非真正的宗教，科学技术被人为的全盘宗教化和神秘化，所谓教义其实都是基地为了达到政治目的而编造的幌子。
它首先认为“银河圣灵”对银河系进行精神领导，教士阶级被教导必须相信基地各项科学技术的运行都是由银河圣灵在冥冥中进行操作。基地和心理史学创立者哈里·谢顿被尊为银河圣灵先知，而基地的科学家都是哈里·谢顿选出来传承银河圣灵的戒律，终有一天会回归“银河天堂”。如果有人违背了戒律，将受到永久毁灭。
在行商一篇中提到，“《圣灵全书》”是该宗教的经典，可能是《银河百科全书》的宗教化产物。

## 衰落
在科学教建立一百年后，它作为基地扩张其政治势力工具的作用丧失殆尽。四王国之后，没有其他恒星系世界准许科学教进入传教。但这些世界却向基地的行商敞开大门，一部分教士通过行商得以进入这些世界传教。
在商业王侯一篇中，行商长侯伯·马洛认为宗教的力量已经式微。在他当选基地市长后，同时也获得了首席大主教的职位，成为塞佛·哈定之后第二个同时拥有这两个职位的人。侯伯·马洛在执政期间确定了加强对外经济贸易控制的政策，鼓励科技产品贸易活动，解除了行商必须协助建立宗教组织的义务。
侯伯·马洛政策的正确性在基地纪元158年科瑞尔共和国向基地宣战时得到了应证。在此之前，大批基地生产科技产品被买到科瑞尔共和国，但基地并没有像以往那样培养出一个教士阶级来进行控制。科瑞尔人想要霸占这些核技术以要挟基地，但是只有基地的技术人员才懂得如何维护维修这些设备。一旦这些设备出现故障，科瑞尔共和国的工业经济就会濒临崩溃。最后科瑞尔共和国不得不放弃武力进攻，反而向基地投降，基地得以吞并科瑞尔共和国。此后基地彻底放弃了宗教扩张政策。
阿西莫夫在基地系列接下来的故事情节中并未再提及“科学教”的概念。小说并未交代该宗教是否彻底消亡，或者是否仍旧是端点星周边地区的主要宗教，但是提出了一种可能性：当该宗教传播到整个银河系范围后，变成一种真正的宗教，不再以科学技术为本质，不再以基地为宗教领导。

## 现实评论
阿西莫夫所虚构的科学教被认为影射的是基督教或猶太教(因其雙親皆猶太人)，两者有对应相似之处。如哈里·谢顿对应基督耶稣；哈里·谢顿戒律对应着摩西十诫；《圣灵全书》对应《圣经》；银河天堂对应基督教意义上的天堂；而违背教义所受的永久毁灭对应基督教的地狱概念。
阿西莫夫声称他是一个人道和理性的无神论者，科学教的概念其实就是他无神论逻辑的延伸。小说中提到蛮荒落后的四王国人民对科学教的笃信，以及科学教的理性本质和政治目的，反映了他的“宗教是‘幻象’”（Religion is a "delusion"）定义，同时也影射基督教在历史上的统治工具地位。阿西莫夫认为“向无知投降并奉之为神灵一直是不成熟的表现，现在依旧是这样”。